# Kobalt(II)nitraat
Kobalt(II)nitraat is een nitraat van kobalt met als brutoformule Co(NO3)2. Het is een roodachtig kristallijn zout en goed oplosbaar in water. Het zout is hygroscopisch (het trekt zoveel vocht aan dat een oplossing ontstaat in vochtige lucht) en is goed oplosbaar in de meeste polaire oplosmiddelen. Het komt ook voor als hexahydraat.

## Synthese
De bereiding van kobalt(II)nitraat vindt plaats door reactie van salpeterzuur met metallisch kobalt, kobalt(II)oxide, kobalt(II)hydroxide of kobalt(II)carbonaat:
{\displaystyle {\ce {Co + 4 HNO3 -> Co(NO3)2 + 2 NO2 + 2 H2O}}}
{\displaystyle {\ce {CoO + 2 HNO3 -> Co(NO3)2 + H2O}}}
{\displaystyle {\ce {Co(OH)2 + 2 HNO3 -> Co(NO3)2 + 2 H2O}}}
{\displaystyle {\ce {CoCO3 + 2 HNO3 -> Co(NO3)2 + H2O + CO2}}}

## Toepassingen
Kobalt(II)nitraat wordt veel toegepast als pigment in verf en inkt.
De hoge oplosbaarheid van kobalt(II)nitraat maakt het uitermate geschikt als bron voor kobalt in organokobalt-complexen en polymeren. Reductie tot metallisch kobalt is eveneens een belangrijke toepassing. Kobalt(II)nitraat is ook uitgangspunt voor katalysatoren ten behoeve ven het Fischer-Tropsch-proces.